# Арон Бераха
Арон Рахаум Бера̀ха е български индустриалец от еврейски произход.

## Биография
Роден е на 29 март 1887 г. в Берковица в семейство на дребен търговец. През 1908 г. построява работилница за бонбони в София, която през 1914 г. прераства във фабрика за шоколадови и захарни изделия. В 1926 г. фабриката е разширена, като в нея работят около 170 души. След като подобрява качеството и опаковката на стоката си допринася за спирането на вноса на шоколадови изделия от чужбина след Първата световна война. Фабриката е национализирана през 1947 г., като през 1963 г. се влива в Държавно индустриално предприятие „Малчика“. Умира на 14 февруари 1944 г.